# Élections législatives de 1889 dans les Deux-Sèvres
 (avril 2021).
Si vous disposez d'ouvrages ou d'articles de référence ou si vous connaissez des sites web de qualité traitant du thème abordé ici, merci de compléter l'article en donnant les références utiles à sa vérifiabilité et en les liant à la section « Notes et références ».
Les élections législatives de 1889 dans les Deux-Sèvres ont eu lieu les 22 septembre et 6 octobre.

## Députés élus
|   | Circonscription | Député élu                  |  | Groupe parlementaire |
| - | --------------- | --------------------------- |  | -------------------- |
| 1 | Bressuire       | Julien de La Rochejaquelein |  | Union des droites    |
| 2 | Melle           | Léopold Goirand             |  | Gauche radicale      |
| 3 | 1re de Niort    | Antonin Proust              |  | Union des gauches    |
| 4 | 2e de Niort     | Honoré Pontois              |  | Boulangiste          |
| 5 | Parthenay       | Jacques Taudière            |  | Union des droites    |

## Résultats à l'échelle du département
| Partis         | Partis                     | Premier tour | Premier tour | Deuxième tour | Deuxième tour | Sièges |
| Partis         | Partis                     | Voix         | %            | Voix          | %             | Sièges |
| -------------- | -------------------------- | ------------ | ------------ | ------------- | ------------- | ------ |
|                | Monarchistes               | 41 398       | 46,80        | 6 805         | 24,17         | 2      |
|                | Républicains opportunistes | 39 036       | 44,13        | 14 469        | 51,40         | 2      |
|                | Boulangistes               | 7 158        | 8,09         | 6 876         | 24,43         | 1      |
|                | Divers                     | 868          | 0,98         |               |               | 0      |
|                |                            |              |              |               |               |        |
| Inscrits       | Inscrits                   | 106 270      | 100,00       | 34 960        | 100,00        | 5      |
| Votants        | Votants                    | 90 128       | 84,81        | 28 705        | 82,11         |        |
| Abstentions    | Abstentions                | 16 142       | 15,19        | 6 255         | 17,89         |        |
| Blancs et nuls | Blancs et nuls             | 1 668        | 1,85         | 555           | 1,93          |        |
| Exprimés       | Exprimés                   | 88 460       | 98,15        | 28 150        | 98,07         |        |

## Résultats par arrondissement

### Arrondissement de Bressuire
| Candidats      | Candidats                   | Étiquette                | Premier tour | Premier tour |
| Candidats      | Candidats                   | Étiquette                | Voix         | %            |
| -------------- | --------------------------- | ------------------------ | ------------ | ------------ |
|                | Julien de La Rochejaquelein | Monarchiste              | 11 510       | 58,06        |
|                | Aubin                       | Républicain opportuniste | 8 316        | 41,94        |
|                |                             |                          |              |              |
| Inscrits       | Inscrits                    | Inscrits                 | 24 857       | 100,00       |
| Votants        | Votants                     | Votants                  | 20 269       | 81,54        |
| Abstention     | Abstention                  | Abstention               | 4 588        | 18,46        |
| Blancs et nuls | Blancs et nuls              | Blancs et nuls           | 443          | 2,19         |
| Exprimés       | Exprimés                    | Exprimés                 | 19 826       | 97,81        |

### Arrondissement de Melle
| Candidats      | Candidats                         | Étiquette                | Premier tour | Premier tour |
| Candidats      | Candidats                         | Étiquette                | Voix         | %            |
| -------------- | --------------------------------- | ------------------------ | ------------ | ------------ |
|                | Léopold Goirand                   | Républicain opportuniste | 11 356       | 53,29        |
|                | Jean-Marie Aymé de La Chevrelière | Monarchiste              | 9 954        | 46,71        |
|                |                                   |                          |              |              |
| Inscrits       | Inscrits                          | Inscrits                 | 23 991       | 100,00       |
| Votants        | Votants                           | Votants                  | 21 499       | 89,61        |
| Abstention     | Abstention                        | Abstention               | 2 492        | 10,39        |
| Blancs et nuls | Blancs et nuls                    | Blancs et nuls           | 189          | 0,88         |
| Exprimés       | Exprimés                          | Exprimés                 | 21 310       | 99,12        |

### Arrondissement de Niort

#### 1recirconscription
| Candidats      | Candidats       | Étiquette                | Premier tour | Premier tour | Deuxième tour | Deuxième tour |
| Candidats      | Candidats       | Étiquette                | Voix         | %            | Voix          | %             |
| -------------- | --------------- | ------------------------ | ------------ | ------------ | ------------- | ------------- |
|                | Antonin Proust  | Républicain opportuniste | 6 889        | 43,68        | 8 845         | 56,52         |
|                | Pierre Caillat  | Monarchiste              | 5 623        | 35,65        | 6 805         | 43,48         |
|                | Georges Richard | Boulangiste              | 3 260        | 20,67        |               |               |
|                |                 |                          |              |              |               |               |
| Inscrits       | Inscrits        | Inscrits                 | 19 450       | 100,00       | 19 450        | 100,00        |
| Votants        | Votants         | Votants                  | 16 049       | 82,51        | 15 889        | 81,69         |
| Abstention     | Abstention      | Abstention               | 3 401        | 17,49        | 3 561         | 18,31         |
| Blancs et nuls | Blancs et nuls  | Blancs et nuls           | 277          | 1,73         | 239           | 1,50          |
| Exprimés       | Exprimés        | Exprimés                 | 15 772       | 98,27        | 15 650        | 98,50         |

#### 2ecirconscription
| Candidats      | Candidats          | Étiquette                | Premier tour | Premier tour | Deuxième tour | Deuxième tour |
| Candidats      | Candidats          | Étiquette                | Voix         | %            | Voix          | %             |
| -------------- | ------------------ | ------------------------ | ------------ | ------------ | ------------- | ------------- |
|                | Amédée de La Porte | Républicain opportuniste | 4 084        | 32,25        | 5 624         | 44,99         |
|                | Honoré Pontois     | Boulangiste              | 3 898        | 30,78        | 6 876         | 55,01         |
|                | Arnauldot          | Monarchiste              | 3 815        | 30,12        |               |               |
|                | Coirier            | Divers                   | 868          | 6,85         |               |               |
|                |                    |                          |              |              |               |               |
| Inscrits       | Inscrits           | Inscrits                 | 15 510       | 100,00       | 15 510        | 100,00        |
| Votants        | Votants            | Votants                  | 12 665       | 81,66        | 12 816        | 82,63         |
| Abstention     | Abstention         | Abstention               | 2 845        | 18,34        | 2 694         | 17,37         |
| Blancs et nuls | Blancs et nuls     | Blancs et nuls           | 0            | 0,00         | 316           | 2,47          |
| Exprimés       | Exprimés           | Exprimés                 | 12 665       | 100,00       | 12 500        | 97,53         |

### Arrondissement de Parthenay
| Candidats      | Candidats        | Étiquette                | Premier tour | Premier tour |
| Candidats      | Candidats        | Étiquette                | Voix         | %            |
| -------------- | ---------------- | ------------------------ | ------------ | ------------ |
|                | Jacques Taudière | Monarchiste              | 10 496       | 55,57        |
|                | Lebon            | Républicain opportuniste | 8 391        | 44,43        |
|                |                  |                          |              |              |
| Inscrits       | Inscrits         | Inscrits                 | 22 462       | 100,00       |
| Votants        | Votants          | Votants                  | 19 646       | 87,46        |
| Abstention     | Abstention       | Abstention               | 2 816        | 12,54        |
| Blancs et nuls | Blancs et nuls   | Blancs et nuls           | 759          | 3,86         |
| Exprimés       | Exprimés         | Exprimés                 | 18 887       | 96,14        |